# Oliana
Oliana è un comune spagnolo di 1 880 abitanti situato nella comunità autonoma della Catalogna, nella provincia di Lleida.
È gemellato con Oliena importante comune della Sardegna in provincia di Nuoro.

## Sito d'arrampicata
Vicino al paese si trova un importante sito d'arrampicata costituito da diversi settori per vie lunghe e monotiri. Il settore dei monotiri si trova al di sotto del bastione chiamato Contrafort de Rumbau dove sono presenti una cinquantina di vie di cui la metà sopra l'8a.
A Oliana si trova la via La Dura Dura, di grado proposto 9b+, liberata da Adam Ondra nel 2013 e chiodata da Chris Sharma nel 2010 che, insieme a Change a Flatanger dello stesso Ondra, costituiscono al 2013 le due vie d'arrampicata più difficili al mondo.

### Le vie
Le vie più difficili:
- 9b+/5.15c:
  - La Dura Dura - 7 febbraio 2013 - Adam Ondra[1]
- 9b/5.15b:
  - Fight or flight - 5 maggio 2011 - Chris Sharma[2]
  - Chaxi Raxi - 27 marzo 2011 - Adam Ondra[3]
- 9a+/5.15a:
  - Chaxi - 21 marzo 2011 - Adam Ondra
  - Power Inverter - dicembre 2010 - Chris Sharma[4]
  - Pachamama - 29 maggio 2009 - Chris Sharma[5]
  - Papichulo - 31 maggio 2008 - Chris Sharma[6]
- 9a/5.14d:
  - Duele la realidad - 1º novembre 2010 - Ramón Julián Puigblanque